# Manuel Landeta
José Manuel Goenaga Jassan ou mais conhecido como Manuel Landeta (Cidade do México, 5 de outubro de 1958) é um ator e cantor mexicano.

## Biografia
Cujo nome verdadeiro é José Manuel Goenaga Jassan, nasceu no dia 5 de outubro de 1958. Depois de completar a sua escolaridade Manuel foi dedicar-se a carreira de ator e participou de obras como: Lisistrita, Electra, Corona de Sombras, AL querido amigo Luis Felipe, Lorca que te queira Lorca, A Chorus Line, José, el Soñador e La Tienda de los Horrores, entre outros. Em 1984, Landeta participou de uma produção mexicana, que foi muito bem sucedida, a novela La pasión de Isabela, contracenando com Ana Martín e Héctor Bonilla. Dois anos mais tarde, em 1986, Landeta estrelou mais um drama histórico Martín Garatuza. Em 1996, Landeta volta na telas interpretando o personagem Christopher Ruiz na novela Morir dos veces. Em 1998, ele tornou-se um dos atores bem sucedidos no teatro por interpretar a peça José, o sonhador. Em 2000, Manuel estava ao lado Lisset na comédia musical Loco por Ti. Não contente com os seus sucessos e realizações, Manuel decidiu seguir a carreira para o canto, e em 2001 gravou seu primeiro álbum Olhe para mim, mas, apesar de possuir uma grande voz, o álbum não foi bem recebido pelo público. O ator também participou de algumas produções juvenis como Clase 406 e De pocas, pocas pulgas atuando ao lado de seu filho Imanol Landeta que também é cantor. Em 2004, ele estreia ao lado de Laura Flores e Sergio Goyri a novela Piel de otoño, fazendo seu primeiro vilão Victor Gutierrez. No mesmo ano, Landeta participou da novela Rubi, interpretando o milionário e sedutor Lucio Montemayor, contracenando ao lado de Bárbara Mori. Em 2005, Manuel integra o elenco de um show erótico Solo para Mujeres, onde ele dança com poucas roupas, enquanto ele está atuando em teatro na peça Little Orphan Annie ao lado de Macária e Ana Layevska. No mesmo ano, Manuel participou de programa Bailando por Mexico e em 2006 no programa Bailando por la boda de mis sueños. Em 2007 uma proposta foi feita a Manuel, ninguém menos do que dirigir o programa Nuestra Casa, ao lado da atriz Yadhira Carrillo, no programa havia entrevista gravações anteriores, tanto que Manuel confessou estar muito nervoso. Em 2008, Landeta participou da série Los Simuladores, com o personagem Franco Milán, e em 2009 também manteve o mesmo personagem. É considerado um símbolo sexual no México. No final de 2009, Manuel interpreta mais um vilão na telenovela Mar de amor, produzida por Nathalie Lartilleux estrelada por Zuria Vega e Mario Cimarro. Em 2010, Landeta se juntou ao elenco da nova versão do melodrama Teresa, onde dá vida a Ruben, um homem com padrões duplos. Em 2012, Landeta se mudou para os Estados Unidos para se juntar ao elenco de Coração Valente, telenovela produzida pela Telemundo, onde desempenhou o principal vilão da história.
Em 2013, Manuel regressa ao México, para participar em mais uma produção de Nathalie Lartilleux, a novela Corazón indomable, interpretando Teobaldo. Em 2016, na novela Un camino hacia el destino interpretou Hernani, marido de Mariana (Ana Patrícia Rojo) e em 2017 participa da novela Mi marido tiene familia ao lado de Daniel Arenas e Zuria Vega, interpretando Augusto Musi.

## Vida Pessoal
Manuel é casado com sua esposa Angelina há 29 anos, em entrevista, Manuel admite que mantem um casamento cheio de doces lembranças, e com isso ajudou a manter uma relacionamento amoroso até hoje, disse também que sua esposa é uma excelente mãe, o casal tem dois filhos, Imanol Landeta e Jordi Landeta. ambos são atores e cantores.

## Filmografia

### Cinema
- Huapango (2004).... Santiago
- Por mujeres como tú (2004)
- Los muertos que nos dieron la vida (2003)

### Teatro
- Divorciemonos mi amor
- Anita la huerfanita (Annie, 2005).... Oliver Warbucks.
- Sólo para mujeres (2005)
- Mi bella dama (My Fair Lady, 2003).... Henry Higgins
- A Chorus Line
- Electra
- Lisistrita
- Corona de sombras
- ¡Qué plantón! (1989).... El Pino
- Cats como Munkustrap.
- Al querido amigo Luis Felipe
- Lorca que te quiera Lorca
- José el Soñador (Joseph and the Amazing Technicolor Dreamcoat) como Levi.
- La Tienda de los Horrores

### Televisão
- Amores que engañan (2023) - Osvaldo
- Contigo sí (2021) - Sandro Santillana Azpeitia
- El señor de los cielos (2019-2020) - Cecilio Martínez
- Mi marido tiene familia (2017) .... Augusto Musi
- Un camino hacia el destino (2016) .... Hernan Sotomayor Landa
- Amor de barrio (2015).... Edmundo Vasconcelos
- La impostora (2014).... Adriano Ferrer
- Corazón indomable (2013) .... Teobaldo / Ângelo Alferes
- Corazón valiente (2012-2013).... Bernardo del Castillo
- Teresa (2010-2011).... Rubén Cáceres Muro
- Mar de amor (2009-2010).... León Parra-Ibáñez
- Fuego en la sangre (2008).... Anselmo Cruz
- Destilando amor (2007).... Rosemberg
- La fea más bella (2006-2007).... Esteban
- Yo amo a Juan Querendón (2007)... Ep 7
- Barrera de amor (2005-2006).... Víctor García Betancourt
- Piel de otoño (2005).... Víctor Gutiérrez
- Rubi (2004).... Lúcio Monte-Maior
- Amy, la niña de la mochila azul (2004).... Ivanovich / Tritón
- Bajo la misma piel (2003).... Ramiro Morales
- Velo de novia (2003).... Román Ruiz
- De pocas, pocas pulgas (2003).... O Cobra
- Clase 406 (2002).... Gonzalo
- El niño que vino del mar (1999).... Carlos Criail
- Vivo por Elena (1998).... Hugo
- Sentimientos ajenos (1996).... Miguel Ángel
- Morir dos veces (1996).... Cristóbal Ruiz
- Clarisa (1993).... Dr. Roberto Arellano / Rolando Arellano
- Ángeles sin paraíso (1992).... Abelardo Cifuentes
- El cristal empañado (1989).... Claudio
- Martín Garatuza (1986).... Martín Garatuza
- Juana Iris (1985).... Jaime
- La pasión de Isabela (1984)

### Séries de Tv
- Como dice el dicho (2011).... Pedro
- Mujeres asesinas (2010).... Alberto (Ep Marta, Manipuladora)
- Tiempo Final (Fox) (2009).... Temporada III (Ep "Diamonds")
- Los Simuladores (2009).... Frank Millan
- La rosa de Guadalupe (2008).... Manuel
- Vecinos (2005).... Andrés
- Mujer, casos de la vida real (2001-2003)
- Al derecho y al derbez (1995)

### Programas de Tv
- 100 mexicanos dijeron (2011)
- Nuestra Casa (2007) ao lado de Yadhira Carrillo
- Bailando por la boda de mis sueños (2006)
- Bailando por un México (2005)

### Discografia
- Olhe pra mim (2001)

## Premios e Indicações

### Prêmios TVyNovelas
- Melhor Vilão (2011).... Tereza (Nomeado)
- Melhor Vilão (2005).... Rubi (Nomeado)
- Melhor Ator Principal (1987).... Martín Garatuza (Nomeado)

### Prêmios People en Español
- Melhor Vilão (2012).... Corazón valiente (Nomeado)